# Mardonios
Mardonios (staropersky Mardunija; † 479 př. n. l.) byl perský vojevůdce a jeden z hlavních aktérů řecko-perských válek. Jeho otcem byl Góbryas, muž, který se zúčastnil spiknutí proti mágu Gaumátovi, manželkou dcera krále Dareia I. Artozostra.
Mardonios velel roku 492 př. n. l. výpravě, která moci perského krále znovu podrobila Thrákii a Makedonii, ztracené v souvislosti s iónským povstáním. Během Xerxovy výpravy proti Řekům, kterou osobně připravoval, stál v čele armády, jež v letech 480–479 př. n. l. přezimovala na řeckém území a v létě 479 př. n. l. se zúčastnila bitvy u Platají. Zde Mardonios, jehož jinak Řekové oceňovali pro jeho statečnost, padl a bitva sama skončila perskou porážkou.